# Rastatter Prozesse
Die Rastatter Prozesse waren etwa 20 große Strafverfahren mit zusammen mehr als 2000 Angeklagten, die zwischen 1946 und 1954 in der französischen Besatzungszone auf der Grundlage des Kontrollratsgesetzes Nr. 10 gegen Verantwortliche des Deutschen Reichs zur Zeit des Nationalsozialismus im Rastatter Schloss durchgeführt wurden.

## Das Gericht

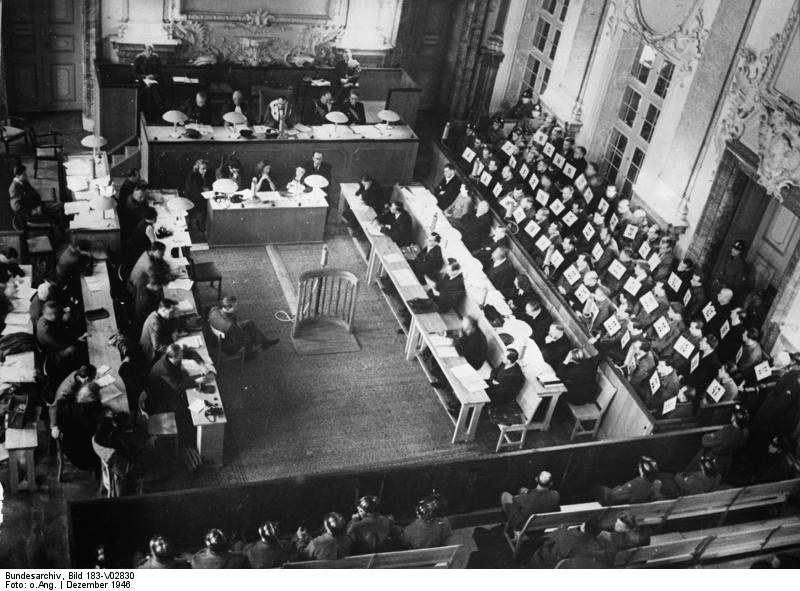
Gerichtssaal im Schloss Rastatt während der Eröffnung der Verhandlung zu einem Kriegsverbrecherprozess 1946

Die französische Militärverwaltung (Gouvernement militaire français) richtete am 2. März 1946 in Rastatt ein Tribunal général ein, das auf Grund seiner Statuten zugleich als erstinstanzliches Gericht, Berufungsgericht, Kassationshof und Internationaler Gerichtshof für den gesamten Bereich der französischen Besatzungszone fungierte. Es hatte diese Funktion bis zur feierlichen Schließung am 5. März 1956 inne.
Solange die französische Besatzungszone dem Supreme Headquarters Allied Expeditionary Force (SHAEF) unterstand, wurden die Gerichtshöfe noch mit Offizieren der alliierten Nationen besetzt. Nachdem gemäß Berliner Erklärung vom 5. Juni 1945 Frankreich die Verwaltungshoheit von den britischen und amerikanischen Alliierten übernommen hatte, war der Gerichtshof ausschließlich mit  Richtern besetzt, die von der Militärverwaltung der Besatzungszone ernannt wurden. Die Verteidigung übernahmen überwiegend deutsche Rechtsanwälte, unter ihnen Otto Kranzbühler und Karl Heitz. Die Angeklagten hatten das Recht, sich auch von französischen Anwälten verteidigen zu lassen, wovon beispielsweise Kranzbühlers Mandant Hermann Röchling Gebrauch machte. Erwin Dold war Lagerkommandant im Konzentrationslager Dautmergen und wurde als Angeklagter Nr. 41 am 1. Februar 1947 vom französischen Militärtribunal aufgrund der Zeugenaussagen von ehemaligen Häftlingen als einziger KZ-Kommandant wegen „erwiesener Unschuld“ freigesprochen.

## Die Prozesse

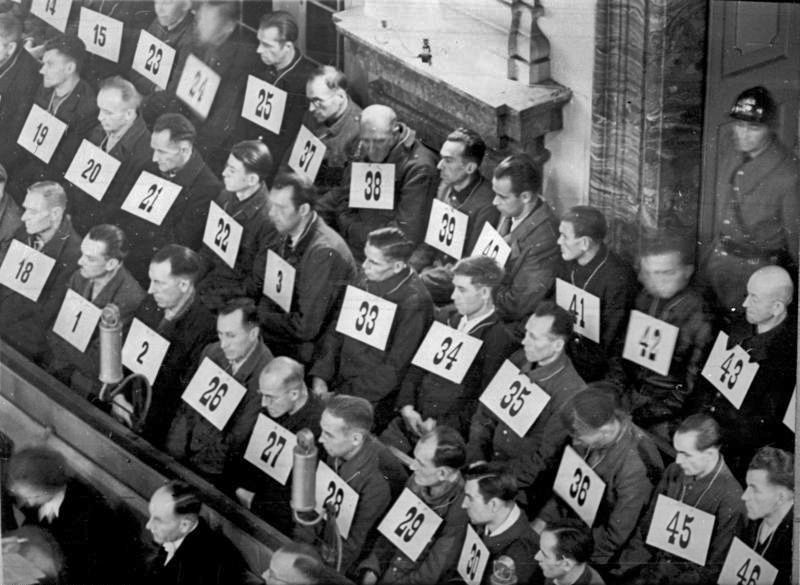
Die Angeklagten im Kriegsverbrecherprozess in Rastatt, Dezember 1946

Die Kammern des Rastatter Gerichts (Tribunal général, Tribunal supérieur) verhandelten Anklagen wegen Kriegsverbrechen, wegen Verbrechens gegen den Frieden und Verbrechens gegen die Menschlichkeit. Verhandelt wurden unter anderem:
- 15. Mai – 5. Juni 1946: Prozess gegen Fritz Schmoll, den Leiter des Gestapo-Lagers Neue Bremm, Saarbrücken und seinen Adjutanten Karl Schmieden[4]
- 9. Dezember 1946 – 21. November 1947: 4 Prozesse gegen Verantwortliche und Personal kleinerer Konzentrationslager in Württemberg. Im Wesentlichen handelte es sich dabei um Außenlager des KZ Natzweiler-Struthof und des Sicherungslagers Schirmeck-Vorbruck („Unternehmen Wüste“; Haslach-Vulkan; Niederbühl; Gaggenau-Rotenfels; Vaihingen; Kochendorf; Neckargartach; Unterriexingen; Hessental)[5]
- 23. Dezember 1946 und 6. Januar 1947: Prozess gegen Heinrich Tillessen[6]
- 22.–31. Juli 1947: KZ Bruttig-Treis[7]
- 17. September – 22. November 1947: Prozess gegen die ehemaligen Aufseherinnen des KZ Ravensbrück Helene Massar und Lina Hillebrecht[8][9]
- 26. April – 14. Mai 1948: KZ Außenlager Porta Westfalica[10]
- 15. Juni – 28. Oktober 1948: SS-Sonderlager Hinzert[11]
- 30. Juni 1948 – 25. Januar 1949: Röchling-Prozess. Angeklagt waren: Hermann Röchling, Ernst Röchling, Hans-Lothar von Gemmingen sowie die Direktoren Wilhelm Rodenhausen und Albert Maier[12]
- 17. April – 13. Mai 1950: Prozess gegen Fritz Suhren, SS-Sturmbannführer und Lagerkommandant, sowie Hans Pflaum, SS-Oberscharführer im KZ Ravensbrück[13]

Insgesamt wurde gegen 2000 Personen verhandelt. Die Todesstrafe wurde in 105 Fällen verhängt und 62 Mal vollstreckt.
Bis 1949 wurden 235 Prozesse gegen nationalsozialistische Funktionsträger verhandelt; bis 1954 fanden vor dem Tribunal supérieur Revisionsverfahren statt.

## Bedeutung
Die Rastatter Prozesse erfassten die Verbrechen an Fremdarbeitern und Gefangenen in etlichen der kleineren Lager des nationalsozialistischen Lagersystems; vor allem in Südwestdeutschland, die von anderen Gerichtshöfen der Alliierten nicht behandelt wurden. „Klassische“ Kriegsverbrechen wurden demgegenüber praktisch kaum behandelt, so dass die Bezeichnung Kriegsverbrecherprozess eigentlich nicht gerechtfertigt ist. Die Verfahrensweise der französischen Richter nahm Impulse aus den zuvor in der amerikanischen Besatzungszone bereits abgeschlossenen Dachauer Prozessen auf. Die Prozessführung war Ausdruck der politik- und sozialwissenschaftlich gestützten Überzeugung, dass die historische Verantwortung für die nationalsozialistischen Verbrechen nicht nur bei einer kleinen Clique ideologischer Überzeugungstäter, sondern darüber hinaus bei breiten gesellschaftlichen Trägergruppen lag, insbesondere bei den nationalsozialistischen Funktionseliten.
Vor allem das am 6. Januar 1947 verkündete Urteil im Fall Heinrich Tillessen war bedeutsam im Hinblick auf die dort „für alle deutschen Gerichte und Verwaltungsinstanzen“ bindende Feststellung des Gerichts, „dass die Wahl zum Reichstag vom 5. März 1933 unter Umständen zustande gekommen ist, die eine offenkundige, von der Regierung begangene Gesetzeswidrigkeit und Gewaltanwendung darstellen, dass das sogenannte Ermächtigungsgesetz vom 23. März 1933 entgegen der Behauptung, dass es der Verfassung entspreche, in Wirklichkeit von einem Parlament erlassen worden ist, das infolge Ausschlusses von 82 ordnungsgemäß gewählten Abgeordneten eine gesetzwidrige Zusammensetzung hatte und dass es durch die Vereinigung aller Vollmachten in der Hand von Hitler alle wesentlichen Voraussetzungen einer ordnungsgemäßen und normalen Rechtsgrundsätzen entsprechenden Regierung verletzt“ und „dass die Regierung Hitlers weder vor noch nach dem 21. März 1933 sich auf ein Vertrauensvotum eines ordnungsgemäß zusammengesetzten Parlaments gestützt hat, ein Erfordernis, das von der damals geltenden Verfassung vom 11. August 1919 aufgestellt war.“
Die Rastatter Prozesse wurden von der Wissenschaft bis zum Beginn des 21. Jahrhunderts weitgehend vernachlässigt, was möglicherweise auf die zunächst auf 100 Jahre festgesetzte Sperrfrist für französische Militärprozessakten zurückzuführen ist. Die in den Archives de l’occupation française en Allemagne et en Autriche des französischen Außenministeriums in Colmar vorhandenen Prozessakten waren 1999 noch ungeordnet und für eine wissenschaftliche Analyse nicht erschlossen. Wesentliche Quellen sind bisher lediglich die zeitgenössischen Berichte der Tageszeitungen oder Hinweise von Zeitzeugen. Im Bundesarchiv in Koblenz befindet sich nur ein geringer Bestand mit lediglich 30 Zentimetern Schriftgut zum Rastatter Geschehen. 2011 erhielt das Kreisarchiv Rastatt insgesamt 23 Aktenordner mit Prozessunterlagen als Teilnachlass der Juristin Helga Stödter, die als junge Frau von 1946 bis 1950 (unter ihrem Geburtsnamen Helga Kloninger) als Pflichtstrafverteidigerin in 295 Fällen am Tribunal général tätig war.
Das Bundesarchiv präsentierte vom 18. März bis zum 26. April 2024 am Oberlandesgericht Karlsruhe eine Sonderausstellung zu den „Rastatter Prozessen“. Dort wurde am 15. April 2024 auch ein Vortrag mit dem Titel „‚Taten, die ein Mensch nicht begehen darf‘ – Die Ahndung von NS-Verbrechen in den Rastatter Prozessen“ gehalten.

## Dokumentarfilm
- Die Rastatter Prozesse: Kriegsverbrecher vor Gericht. Dokudrama, Buch und Regie: Judith Voelker, D 2021.[23][24]